# Cả (przełęcz)
Przełęcz Cả (wiet. Đèo Cả) – górska przełęcz w Wietnamie na granicy prowincji Phú Yên i Khánh Hòa w Regionie Wybrzeża Południowo-Środkowego (wiet.:Nam Trung Bộ). Przełęcz Cả jest położona na drodze 1A, głównej drodze biegnącej wzdłuż wybrzeża Wietnamu, przecinającej w tym miejscu kolejne boczne pasmo gór Annamskich. Droga przez przełęcz ma długość 12 km i wznosi się na wysokość 333 m.
Do przełęczy Cả dotarły w 1471 r. podbijające Czampę wojska cesarza Wietnamu Lê Thánh Tônga. Po ustanowieniu granicy na przełęczy Cù Mông obszar między przełęczami był kontrolowany przez Wietnamczyków i pełnił rolę strefy buforowej.